# Freddy Burgos
Freddy Burgos Escobar (sinh ? - mất ?) là một trọng tài bóng đá người Guatemala.

## Sự nghiệp
Anh đã điều hành 2 trận đấu quốc tế tại giải CONCACAF World Cup 2002. Các trận đấu chính thức của anh là Vòng loại WC 2002 giữa Honduras và El Salvador với kết quả 5:0 và Vòng loại WC 2002 giữa Honduras và Hoa Kỳ với kết quả 1:2.